# Nortoides curvata
Nortoides curvata är en insektsart som beskrevs av Evans 1972. Nortoides curvata ingår i släktet Nortoides och familjen dvärgstritar. Inga underarter finns listade i Catalogue of Life.